# 10479 Іцюньчень
10479 Іцюньчень (10479 Yiqunchen) — астероїд головного поясу, відкритий 18 квітня 1982 року.
Тіссеранів параметр щодо Юпітера — 3,589.
Названо на честь китайського скульптора Чень Іцюнь (кит.: 陳藝群, 1968—, Пекін), робити якої встановлені в деяких парках Китаю.